# Dipodomys nitratoides
Dipodomys nitratoides е вид бозайник от семейство Торбести скокливци (Heteromyidae). Видът е световно застрашен, със статут Уязвим.

## Разпространение
Разпространен е в САЩ (Калифорния).